# スイッチ・オフ
『スイッチ・オフ』（原題:Into the Forest）は2015年のカナダのドラマ映画。監督はパトリシア・ロゼマ、主演はエリオット・ペイジとエヴァン・レイチェル・ウッドが務めた。本作はジーン・ヘグランドが1996年に発表した小説『森へ 少女ネルの日記』を原作としている。

## ストーリー
全世界的に電力供給がストップした近未来。ネルとエヴァは父親のロバートと共に人里離れた原生林にある小屋で暮らしていた。ネルの不注意で自動車のバッテリーが壊れてからというもの、物資の補給もままならない状況におかれていた。ロバートは何とか自動車を動ける状態にし、最寄りの街へガソリンを買いに向かった。街でダンスのレッスンを受けたエヴァは、参加者の一人でもあったイーライと喧嘩してしまった。家に帰る途中、ガス欠になった車に遭遇した。ロバートはその車の運転手に協力を申し出たが、殴られてしまった。
一家はガソリン不足に苦しみ、状況がどんどん悪化していくように思われた。ロバートはネルとエヴァに「電力の供給が復活するまで、街に行ってはいけないよ」と告げた。それから間もなくして、ロバートが森で木を切っていると、手元が狂ってチェーンソーで自分の足を切断してしまった。大量の出血で意識が朦朧とする中、ロバートは娘2人に「お互いに仲良く暮らしなさい」と言い残して息を引き取った。
どんなに切り詰めても、食料は2ヶ月程度しか持ちそうになかった。ある夜、エライが2人の小屋を訪ねてきた。彼によると、町には人1人見受けられないような状態にあるのだという。その日以来、ネルとイーライはお互いの距離を急速に縮めていった。そしてある日、イーライは「はるか東には電気がまだ残っていて、インターネットも使用できる状態にあるそうだ。このままここに居ても埒が明かないなら、危険を冒してでも旅をする価値はあるはずだ」とネルに語った。ネルはイーライの意見に同意したが、エヴァは小屋に残ると言って聞かなかった。渋々、2人はエヴァを残して旅に出たが、ネルは妹を見捨てることが出来ず、結局小屋に戻ってきてしまった。
ネルとエヴァは森の植物の調査を始め、ベリー類など食べられるものを集め始めた。前途多難なサバイバル生活を切り抜ける意欲を燃やすために、2人はささやかなパーティーを開くことにした。残っていたガソリンを発電機にいれ、2人はその電気でホームビデオを動かした。ビデオ映像には亡くなった両親の姿が収められていたのである。その映像を見ながら、エヴァは音楽に合わせて踊り始めるのだった。
2人の生活は何とか軌道に乗ったが、エヴァが森にやって来た男にレイプされるという事件が発生した。しかも、エヴァはそれが原因で妊娠してしまったのである。ネルは中絶するように勧めたが、エヴァは「もう誰も失いたくない」とそれを拒絶した。そして、ある嵐の夜、エヴァは突然産気付くのだった。暴風で壊れた小屋では安全に出産できないと判断したネルは、エヴァを大樹の空洞に連れて行った。そこでネルは思わぬ体験をすることになった。

## キャスト
- ネル: エリオット・ペイジ[注釈 1]
- エヴァ: エヴァン・レイチェル・ウッド
- イーライ: マックス・ミンゲラ
- ロバート: カラム・キース・レニー
- 母親: ウェンディ・クルーソン
- スタン: マイケル・エクランド
- マーゴット: ジョーダナ・ラージー

## 製作
2013年10月21日、エリオット・ペイジとエヴァン・レイチェル・ウッドが本作で主演を務めると発表された。2014年8月27日、マックス・ミンゲラとカラム・キース・レニーが本作に出演するとの報道があった。当初、本作の監督にはミーガン・グリフィスの起用が検討されていたが、最終的にはパトリシア・ロゼマが起用されることとなった。
2014年7月28日、本作の主要撮影が始まった。

## 公開
2015年9月12日、本作はスペシャル・プレゼンテーション部門に出品されていた第40回トロント国際映画祭でプレミアを迎えた。それから程なくして、A24とディレクTV シネマが本作の全米配給権を購入した。

## 評価
本作は批評家から好意的に評価されている。映画批評集積サイトのRotten Tomatoesには44件のレビューがあり、批評家支持率は77%、平均点は10点満点で6.8点となっている。サイト側による批評家の見解の要約は「『スイッチ・オフ』はどこかで見たことがあるような終末もののフレームに、これまたどこかで見た覚えのある姉妹の絆を結びつけて成立した作品ではある。しかし、エリオット・ペイジとエヴァン・レイチェル・ウッドがそれに生命を吹き込んでいる。」となっている。また、Metacriticには18件のレビューがあり、加重平均値は59/100となっている。